# Pavlo Čubynskyj
Pavlo Platonovyč Čubyns'kyj (in ucraino Павло Платонович Чубинський?; 1839 – 26 gennaio 1884) è stato un etnografo e poeta ucraino la cui poesia Šče ne vmerla Ukraïna è stata musicata dal sacerdote greco-cattolico Mychajlo Verbyc'kyj e adattata per diventare l'Inno nazionale ucraino.